# Bojurovo, Razgrad
Bojurovo (în bulgară Божурово) este un sat în comuna Kubrat, regiunea Razgrad,  Bulgaria. 

## Demografie
Componența etnică a satului Bojurovo
     Bulgari (14,28%)
     Turci (65,23%)
     Nicio identificare (19,52%)
     Altele (0,95%)
La recensământul din 2011, populația satului Bojurovo era de 420 locuitori. Din punct de vedere etnic, majoritatea locuitorilor (65,23%) erau turci, cu o minoritate de bulgari (14,28%). Pentru 19,52% din locuitori nu este cunoscută apartenența etnică.